# 納特龍湖
納特龍湖（Lake Natron）是坦桑尼亞北部的鹼水湖。位於東非大裂谷東部，毗鄰肯亞邊境，水深少於3（9.8英尺）。湖水來自埃瓦索恩吉羅河和含豐富礦物質的溫泉，水溫可高達60 °C（140 °F），湖水蒸發令湖泊有高濃度的礦物質。湖泊闊度隨水位改變，隨著不同的降水量，納特龍湖的pH值可高達9至10.5，鹼度與氨相若。
由於受火山運動影響，湖水含有大量碳酸鈉，使湖水呈強鹼性。加上湖面的高度反射，對飛行中的動物行吸引。然而當動物從湖水離開後，由於湖水中的碳酸鈉結晶，令動物好像被石化了一樣無法動彈，最後在湖邊以原來的姿勢死去。

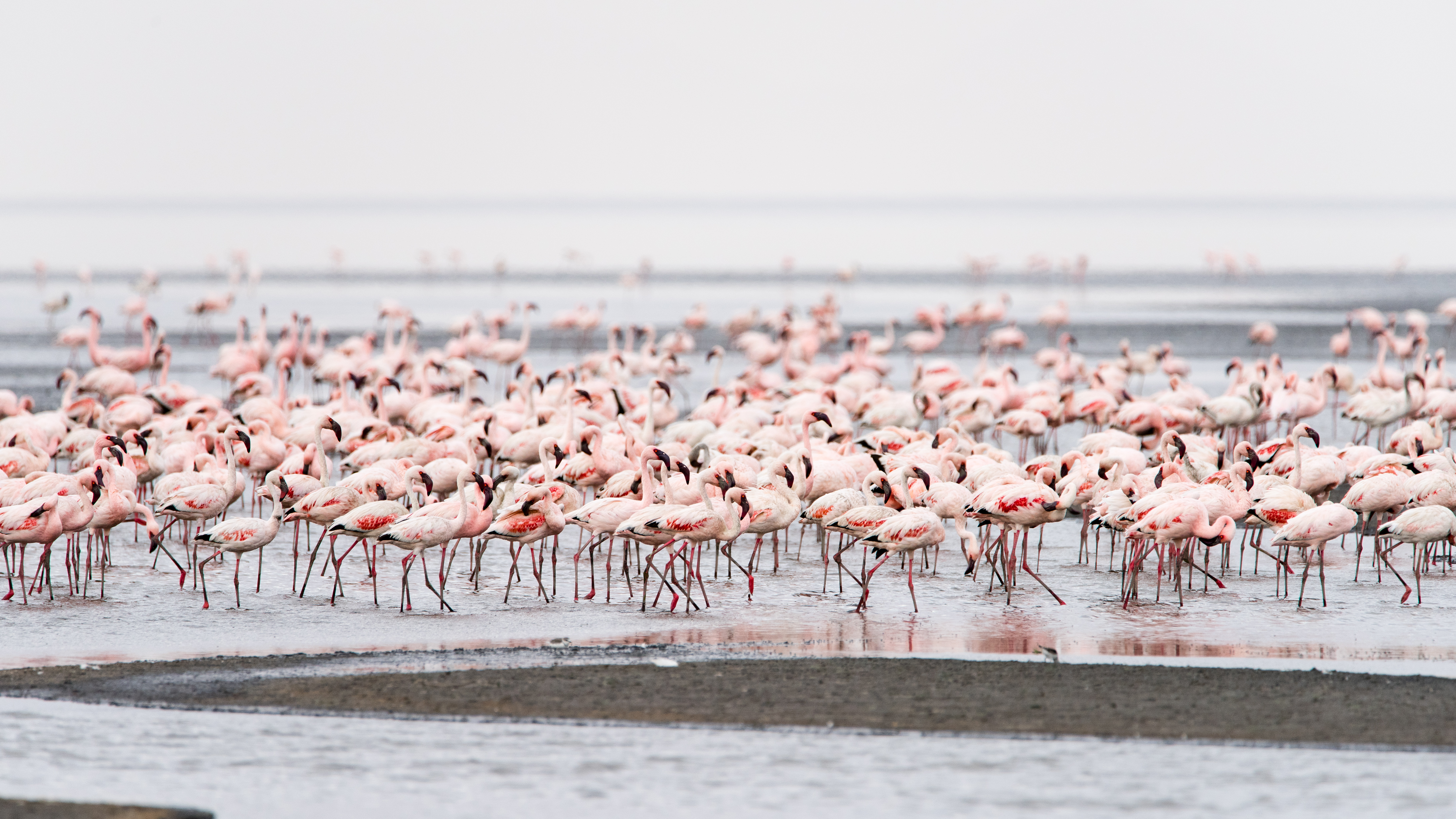
纳特龙湖是非洲火烈鸟的主要繁殖地

## 外部連結
- LakeNet Profile （页面存档备份，存于）
- Think pink - save Africa's flamingos （页面存档备份，存于）
- East African halophytics ecoregion （页面存档备份，存于）